# 964 Subamara
964 Subamara là một tiểu hành tinh bay quanh Mặt Trời.